# Alex Tor

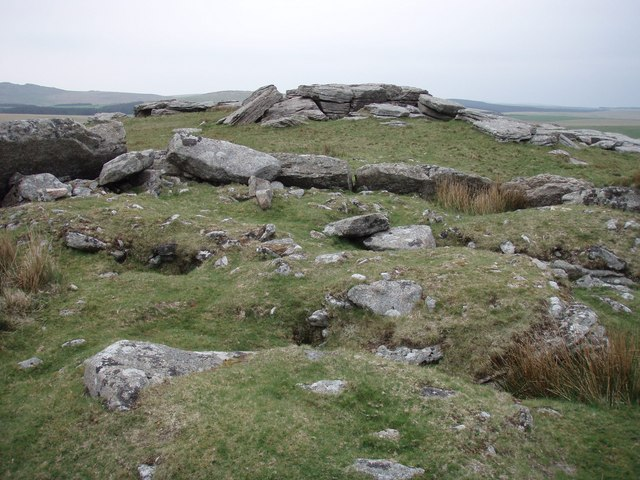
Der Aufschluss umgeben von einem Tor-Cairn

Alex Tor ist ein 291 m ASL hoher kegelförmiger Hügel nordöstlich von St Breward im Westen des Bodmin Moors in Cornwall in England.
Auf dem Gipfel liegt der namengebende Aufschluss aus abgewitterten Granitplatten, umgeben von einem komplexen Tor-Cairn, einer prähistorischen Kultstätte in Form eines Ring-Cairns, in dessen Zentrum der Aufschluss liegt.
Vom Gipfelplateau aus sichtbar sind: Brown Willy und Buttern Hill. Andere teilweise ebenfalls sichtbare Beispiele von Tor-Cairns sind: Catshole Tor, Corndon Tor, Cox Tor, Hameldown Tor, Limsboro Cairn, Rough Tor, Tolborough Tor, Top Tor, Tregarrick Tor, White Tor (Peter Tavy) und Yes Tor.
Runde Cairns sind in Cornwall verbreitet; mehr als 3000 sind bekannt. An der Westflanke des Berges liegen die Fundamente alter Rundhütten und die Reste eines Bauernhofes.